# Alyan Sultan al-Qahtani
Alyan Sultan al-Qahtani (né le 23 août 1971) est un athlète saoudien, spécialiste des courses de fond.

## Biographie
Il remporte la médaille d'or du 10 000 m lors des championnats d'Asie 1993, à Manille. 

### Palmarès
| Date | Compétition         | Lieu      | Résultat | Épreuve  | Performance    |
| ---- | ------------------- | --------- | -------- | -------- | -------------- |
| 1993 | Championnats d'Asie | Manille   | 1er      | 10 000 m | 29 min 48 s 05 |
| 1994 | Jeux asiatiques     | Hiroshima | 3e       | 10 000 m | 28 min 41 s 18 |

### Records
| Épreuve  | Performance   | Lieu | Date            |
| -------- | ------------- | ---- | --------------- |
| 10 000 m | 28 min 4 s 55 | Maia | 19 juillet 1995 |